# Nitta Yoshisada
Nitta Yoshisada (新田义贞, 1301 - 17 de agosto de 1338) foi o chefe do Clã Nitta no início do Século XIV, e apoiou a Nanchō (Corte do Sul) do Imperador Go-Daigo no Período Nanboku-chō, capturando Kamakura do Clã Hōjō  em 1333.
Antigo inimigo de Ashikaga Takauji, Nitta Yoshisada é frequentemente acusado de aprofundar a divisão entre as Cortes do Norte (Hokuchō) e do Sul (Nanchō), pois lutou contra a Ashikaga na defesa do Imperador Go-Daigo. Esta rivalidade ocorreu em grande parte pelo fato de que os Ashikaga se considerarem superiores aos Nitta, apesar de serem descendentes de um ancestral mais recente do Ramo Seiwa Genji, uma vez que os ancestrais dos Nitta não lutaram ao lado de seus primos Minamoto nas Guerras Genpei. Sendo assim aos Nitta nunca foram concedidos poder ou prestígio em Kamakura.
Em 1331, depois de lhe ter sido ordenado pelo bakufu (xogunato) para se juntar a um exército na Fortaleza de Chihaya na Província de Kawachi, Yoshisada foi condenado pelo Príncipe Morinaga e pelo Imperador Go-Daigo por atacar os Hōjō, por isso deixou seu posto. Retornando à sua província natal de  Kōzuke, Yoshisada mobilizou outros ramos familiares e vassalos, incluindo seu irmão Nitta Yoshisuke, e começou a marchar em direção a Kamakura através da Província de Musashi. Sobre a estratégia para tomar a cidade, Yoshisada conseguiu vitórias, nos primeiros embates, derrotando os defensores Hōjō e persegui-os pela cidade.

## A Queda de Kamakura
Exceto por seu litoral, Kamakura é cercada por morros íngremes, tornando um ataque do exército difícil. Os Nitta primeiro tentaram entrar pela passagem Gokurakuji e pela passagem Kewaizaka, mas as forças Hōjō concentradas os detiveram. Julgando impossível entrar por terra, Yoshisada decidiu tentar por mar se aproveitando do Cabo Inamuragasaki na Baía de Sagami, a oeste de Kamakura. Uma vez lá, Yoshisada esperou a maré baixar e moveu seus homens através das praias ao sul, mas, de acordo com o Taiheiki, ele jogou sua espada para as ondas e orou ao Ryūjin (o deus dragão marítimo), que abriu as águas para ele.
Na estela de Sode no Ura (袖の浦) , na pequena baía oeste de Inamuragaki, diz:

666 anos atrás, em 21 de maio de 1333  Nitta Yoshisada, percebendo que uma invasão por terra seria difícil, decidiu tentar contornar este cabo. Este é o lugar onde, segundo a tradição, ele jogou sua espada de ouro nas ondas, rezando para o deus do mar abaixar a água e deixá-lo passar. (Erguido em 1917)

A cidade foi tomada, e a influência do Clã Hōjō destruída.
Após a queda de do Shogunato Kamakura (e da regência Hōjō), Yoshisadafoi nomeado governador da Província de Echigo e Vice-Governador das Províncias de Harima e Kōzuke. Além disso, cortejou a secretária Koto-Naishi do Imperador Go-Daigo (匂当内侍), e casou-se através da mediação do Imperador.

## Morte
Durante os anos seguintes, a rivalidade de Yoshisada com Ashikaga Takauji e seu irmão Ashikaga Tadayoshi aumentaram, os Ashikaga planejavam uma rebelião, afirmando que "Nitta Yoshisada devia ser destruído" . Foram travadas várias batalhas, muitas delas em torno de Kyoto, nos mesmos locais das famosas batalhas das Guerra Genpei, no final, Yoshisada foi derrotado, mas continuou a ser um espinho no pé de Takauji até sua morte, em 2 de julho de 1338.
A morte de Yoshisada não foi tão notável quanto a sua vida. Enquanto estava lutando no Cerco de Kuromaru contra Hosokawa Akiuji, um aliado de Takauji, seu cavalo foi abatido a flechadas. Yoshisada, preso sob o cavalo morto e incapaz de se mover foi um alvo fácil para os arqueiros. Num ato final, Yoshisada sacou sua espada curta e cortou sua cabeça. Registrou-se que um bom número de seus companheiros samurais cometeram seppuku nas proximidades, em demonstração de fidelidade.